# Böyük Alagöl
Böyük Alagöl (orm. Մեծ Ալ) – wysokogórskie jezioro w zachodnim Azerbejdżanie, tuż przy granicy z Armenią. Znajduje się na zachodzie rejonu Kəlbəcər w Azerbejdżanie.
Jezioro znajduje się w Masywie Karabaskim. Böyük Alagöl położone jest na wysokości 2729,4 m n.p.m. Średnia głębokość wynosi 8 m, natomiast najgłębsze miejsce ma 9,4 m. Zajmuje powierzchnię około 5,1 km². Objętość wód wynosi 24,3 km³.
Obecnie wodę jeziora wykorzystuje się tylko do nawadniania zwierząt gospodarskich. Stwierdzono możliwość odprowadzania wody do koryta rzeki Tərtər.